# Яськовец, Сильвия
Сильвия Яськовец (пол. Sylwia Jaśkowiec, род. 1 марта 1986, Мысленице, Малопольское воеводство) — польская лыжница, участница Олимпийских игр в Ванкувере, призёр чемпионата мира. Специализируется в дистанционных гонках.

## Карьера
В Кубке мира Яськовец дебютировала в январе 2004 года, в декабре 2008 года первый, и пока единственный раз попала в десятку лучших на этапе Кубка мира, в эстафете. Кроме этого на сегодняшний момент имеет 8 попаданий в тридцатку лучших на этапах Кубка мира, 4 в личных и 4 в командных соревнованиях. Лучшим достижением Яськовец в общем итоговом зачёте Кубка мира является 75-е место в сезоне 2008-09.
На Олимпиаде-2010 в Ванкувере, стартовала в пяти гонках: 10 км коньком — 28-е место, дуатлон 7,5+7,5 км — 34-е место, масс-старт 30 км — 24-е место, так же участвовала в командном спринте и эстафете, но в них результаты польской команды были аннулированы из-за дисквалификации Корнелии Марек.
За свою карьеру принимала участие в двух чемпионатах мира, на чемпионате мира — 2015, вместе с Юстиной Ковальчик выиграла бронзовую медаль в командном спринте.
Использует лыжи производства фирмы Fischer, ботинки и крепления Salomon.